# 남연주
남연주(南兗州)는 남북조시대 동진에서 설치된 중국의 옛 주를 일컫는다.  

## 남조
영가의 난이후, 후조를 세운 석륵이 연주를 점령했고, 많은 연주의 주민들이 회남평야와 경구(京口) 일대에 정착했다. 동진을 세운 원제는 경구에 연주를 교치하면서 연주가 재설치되었다. 이후 진 명제시기 치소가 광릉군으로 옮겨지면서 지금의 장쑤성의 회수와 장강사이 평야지역을 통치하게 되었다. 
한편 남조는 후연이 멸망하는 틈을 타 옛 연주를 수복했고 유송대 그곳에 연주를 다시 설치했다. 이에 남쪽에 교치된 연주는 431년(유송 문제 원가 8년) 남연주(南兗州)로 개명되었다. 본래 연주에서 이주한 유랑민들이 정착하면서 군현의 폐치가 자주 이뤄졌다. 
송나라 초의 남연주는 9군 39현 31,115호 159,362명을 거느렸으나, 유송 말엽에는 11군 44현을 거느렸다. 수도인 건강까지 수로로 250리, 육로로 180리 거리였다.
광릉군(廣陵郡) · 해릉군(海陵郡) · 산양군(山陽郡) · 우이군(盱眙郡) · 진군(秦郡) · 남패군(南沛郡) · 신평군(新平郡) · 북회양군(北淮陽郡) · 북제음군(北濟陰郡) · 북하비군(北下邳郡) · 동완군(東莞郡)